# Польское зоологическое общество
Польское зоологическое общество (пол. Polskie Towarzystwo Zoologiczne) — польское научное общество, основанное в 1937 году. Является старейшим научным обществом в Польше, объединяющим зоологов, представляющих различные научные дисциплины.
Согласно Уставу, целью Общества является развитие и популяризация зоологических наук.
В состав Общества входят 13 территориальных филиалов, 3 научные библиотеки и 9 научных секций, в том числе: арахнологическая, этологическая, герпетологическая, ихтиологическая, орнитологическая, териологическая, протозоологическая, а также секции зоологических садов и экспериментальной зоологии.
Каждые 4 года Общество организует общенациональные научные конференции польских зоологов.
Общество ведет активную издательскую деятельность, публикует периодические научные журналы «Zoologica Poloniae» (с 1934 г.), «The Ring» (с 1954 г.), «Ornis Polonica» (с 1960 г.), «Acta Ichtyologica et Piscatoria». Ранее также издавался ежеквартальник «Przegląd Zoologiczny».
Общество располагает коллекцией научной литературы, насчитывающей более 5500 томов, некоторые издания датируются серединой XIX века. В настоящее время коллекция собрана в трех библиотеках: в Зоологическом институте и в Музее естественной истории Вроцлавского университета, а также в штаб-квартире редакции журнала «The Ring».
Председателем Общества является доктор наук, профессор Leszek Jerzak.